# Aggtelek
Aggtelek je vas na Madžarskem, ki upravno spada pod podregijo Kazincbarcikai Županije Borsod-Abaúj-Zemplén na severu Madžarske, blizu meje s Slovaško.
Kraj je znan predvsem po obsežnem kraškem jamskem sistemu v bližini, ki je vpisan v Unescov seznam svetovne dediščine.